# Venturia compacta
Venturia compacta là một loài tò vò trong họ Ichneumonidae.